# 松波無線
株式会社松波無線（まつなみむせん）はかつて存在した家電量販店。1982年（昭和57年）4月に同業のラオックスに吸収合併された。

## 概要
松波無線は1924年（大正13年）に創業。バリコンやラジオの製造、次いで販売を手掛け、戦時中の1942年～1943年頃には神田の本店以下、八王子、川崎、浦和などに店舗を構えチェーン展開していた。戦後には国鉄秋葉原駅の高架脇にある秋葉原電波会館に拠点を構えたが、業容の拡大と共に1966年（昭和41年）には付近に自社ビルを建設し移転。後に新宿区の市谷薬王寺町に本社を移転した。
1979年（昭和54年）には新しいシンボルマークを採用し、店舗名を「電気のマツナミ」に統一。1970年代にかけて東京都内と神奈川県に家電量販店をチェーン展開。特に横浜市では1978年（昭和53年）時点で8店舗を数え、最盛期の1980年（昭和55年）2月期で65億円を売り上げる中堅家電量販店に成長した。しかし、体力以上に事業拡大したことにより行き詰まり、店舗面積も平均で100坪（約330㎡）程度と当時の家電量販店の水準からみても十分な大きさとはいえず、大手量販店のサービスや価格に対抗する力を持ち合わせていなかったことが、後にラオックスとの合併に繋がる要因の一つとなった。
1980年（昭和55年）夏、新規開業する船橋ららぽーとに同業大手のラオックスが出店を打診された際、松波無線との共同出店という案が浮上。ラオックスは首都圏においては大手であったものの、より上位にあった第一産業（現：エディオン）やベスト電器、上新電機などとは大きく水をあけられていた。当時、地方に地盤を持つこれら業界大手が相次いで首都圏進出を図っており、ラオックスはこれに対抗する必要性に迫られていた。このため、首都圏における地盤を強化することで松波無線とラオックスの思惑が一致し、それをきっかけとして両社が合併へと進むことになった。1981年（昭和56年）10月には松波無線の新宿店を転換し、「ラオックス新宿店」「新宿マイコン学院」が開店し、ラオックスがパソコン販売へ本格参入するきっかけとなった。
1982年（昭和57年）4月21日に松波無線はラオックスに吸収合併され、松波無線の店舗のうち12店舗はラオックスに転換して営業を継続した。松波無線の旧幹部は松波重久社長がラオックスの取締役に就任するなど、その後もラオックスの経営に深く関わった。

## ラオックスに転換された店舗

### 都内
- 本店 - 千代田区外神田1-13-3。2階建ての店舗で、新宿区に本社を移転する前はここに本社があった。
- 薬王寺店 - 本社を併設していた店舗で、牛込仲之小学校と女子医大通りを挟んで向かいにあった。
- 松江店
- 小岩店
- 戸越店
- 長崎店

### 神奈川県
- 野川店
- 岡沢店
- 二俣川店
- 白根店
- 大口店
- 瀬谷店

## 過去に存在した店舗
- 新宿店[4] - 松波無線が所有するエコービルにあった。
- 大久保店 - 国鉄大久保駅近くの高沢ビル1階にあった。1977年（昭和52年）2月に開店[5]。
- 北町店 - 練馬区北町にあった。1977年（昭和52年）2月に閉店[5]。
- 柏木店 - 新宿区西新宿にあった。1977年（昭和52年）2月に閉店[5]